# ديلان لانسر
ديلان لانسر (بالهولندية: Dyllan Lanser)‏ (2 مارس 1995 بليليستاد في هولندا - ) هو لاعب كرة قدم هولندي في مركز الدفاع. لعب مع المير سيتي.

## روابط خارجية
- ديلان لانسر على موقع قاعدة بيانات كرة القدم.إي يو (الإنجليزية)
- ديلان لانسر على موقع Soccerway.com (الإنجليزية)
- ديلان لانسر على موقع عالم كرة القدم.نت (الإنجليزية)